# Zajezdnia tramwajowa przy ulicy Fortecznej w Poznaniu

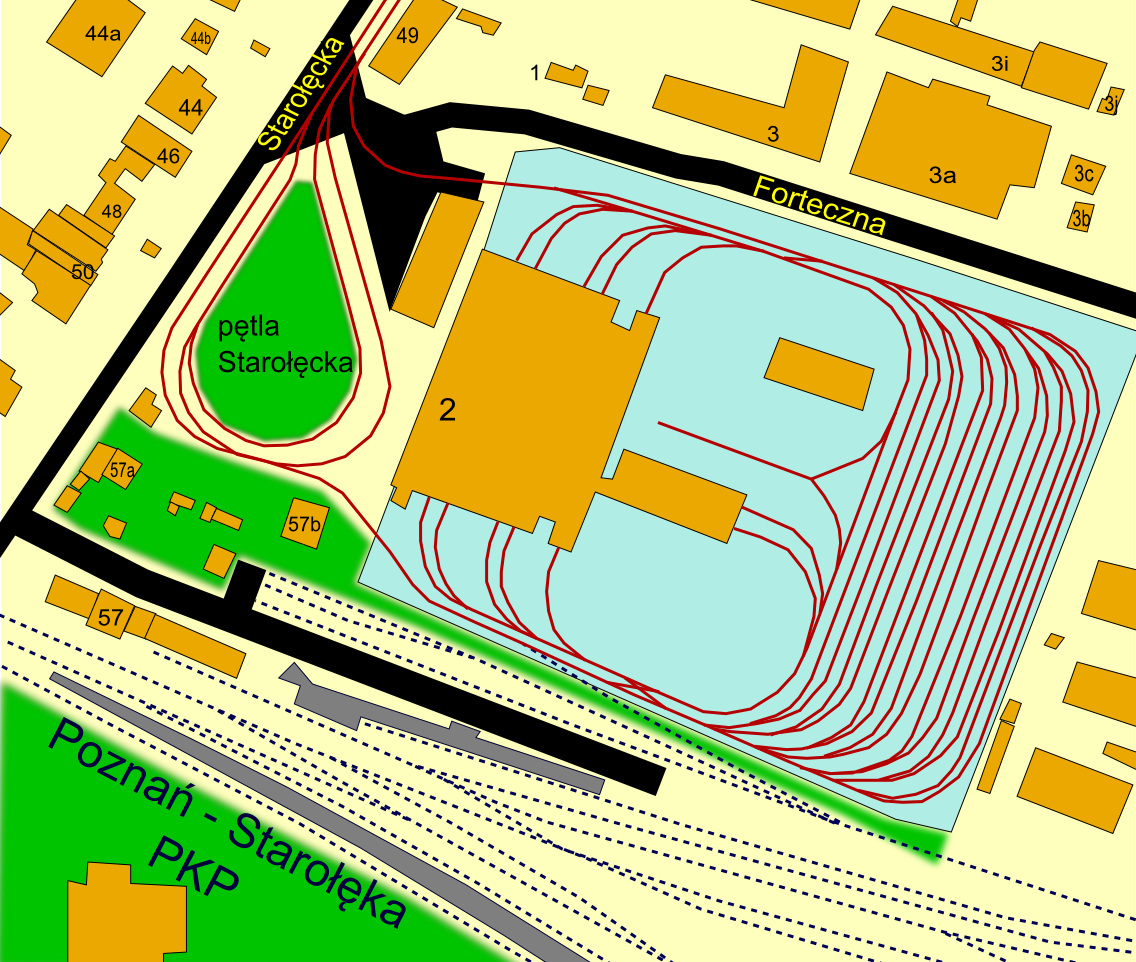
Plan zajezdni Forteczna

Zajezdnia tramwajowa przy ul. Fortecznej (potocznie Forteca) – zajezdnia tramwajowa w Poznaniu obsługująca tramwaje MPK Poznań, zajmująca powierzchnię 2,9 hektara mieszcząca się w dzielnicy Starołęka. Zajezdnia jest oznaczona jako wydział WS3 (do końca 2013 r. jako wydział S-3). Powstała w latach 1974–1980.

## Historia
W latach 70. XX wieku podjęto decyzję o budowie nowej zajezdni tramwajowej na Starołęce, przyczyną był znaczna rozbudowa miasta Poznania w kierunku wschodnim, oraz duża ilości taboru, dla którego zaczynało brakować miejsca w zajezdniach S1 oraz S2. 16 torów odstawczych zostało wybudowanych na wolnym powietrzu z tyłu terenu zajezdni, równolegle do dwóch hal naprawczych, warsztatu i myjni które znajdują się na początku. Dzięki takiemu układowi torów możliwe jest zawracanie wagonami w obrębie zajezdni poprzez hale naprawczo-przeglądowe oraz dobudowany w ostatnich latach dodatkowy objazdowy tor. Obiekt z założenia miał być zajezdnią tramwajową, jednak w latach 1980–1987 w halę naprawczą B wykorzystywano do przeglądów autobusów. W tym celu przykryto kanały naprawcze, otwarto świetliki w celu lepszej wentylacji i zdemontowano sieć trakcyjną. Serwisowane tam autobusy odstawiane były po drugiej stronie ul. Fortecznej w miejscu obecnej drukarni. Powrót  tramwajów do hali B spowodowało wybudowanie niewielkiej hali na placu autobusowym. Zajezdnia jest połączona z torowiskiem kolejowym leżącym tuż obok niej, połączenie to było wykorzystywane w czasie dostarczania wagonów Konstal 105Na. W budynku administracyjnym ma swoją siedzibę Ośrodek Szkolenia Zawodowego MPK Poznań. Mieścił się tutaj także warsztat naprawczy przekształcony później w spółkę córkę MPK Poznań, Modertrans S.A..

## Obsługa linii
Zajezdnia obsługuje linie:
| - 1 Junikowo ↔ Franowo - 4 Połabska ↔ Starołęka - 5 Górczyn ↔ Stomil - 6 Miłostowo ↔ Junikowo | - 7 Zawady ↔ Ogrody - 12 Osiedle Sobieskiego ↔ Starołęka - 13 Starołęka ↔ Junikowo - 16 Osiedle Sobieskiego ↔ Franowo |

## Tabor liniowy
Według stanu na 8 marca 2017 na stanie zajezdni znajdują się następujące pojazdy:
| Zdjęcie                                            | Nazwa                                              | Początek eksploatacji                              | Producent                                          | przewóz osób na wózkach                            | klimatyzacja przestrzeni pasażerskiej              | Liczba składów |
| -------------------------------------------------- | -------------------------------------------------- | -------------------------------------------------- | -------------------------------------------------- | -------------------------------------------------- | -------------------------------------------------- | -------------- |
| Konstal 105Na + Konstal 105NaD                     | Konstal 105Na                                      | 1979                                               | Konstal                                            | N                                                  | N                                                  | 27             |
| Moderus Alfa                                       | Moderus Alfa HF07                                  | 2008                                               | Modertrans Poznań                                  | N                                                  | N                                                  | 36             |
| Moderus Alfa                                       | Moderus Alfa HF04                                  | 2008                                               | Modertrans Poznań                                  | N                                                  | N                                                  | 4              |
|                                                    | Moderus Beta MF 02 AC                              | 2011                                               | Modertrans Poznań                                  | (25%)                                              | N                                                  | 24             |
| Modertrans/Tatra RT6 MF06 AC                       | Modertrans/Tatra RT6 MF06 AC                       | 1997                                               | ČKD/Modertrans                                     | (60%)                                              | N                                                  | 16             |
| Liczba składów                                     | Liczba składów                                     | Liczba składów                                     | Liczba składów                                     | Liczba składów                                     | Liczba składów                                     | 70             |
| Udział składów niskowejściowych i niskopodłogowych | Udział składów niskowejściowych i niskopodłogowych | Udział składów niskowejściowych i niskopodłogowych | Udział składów niskowejściowych i niskopodłogowych | Udział składów niskowejściowych i niskopodłogowych | Udział składów niskowejściowych i niskopodłogowych | 54,3%          |
| Udział składów klimatyzowanych                     | Udział składów klimatyzowanych                     | Udział składów klimatyzowanych                     | Udział składów klimatyzowanych                     | Udział składów klimatyzowanych                     | Udział składów klimatyzowanych                     | 0%             |